# Ramon Bassols i Genís
Ramon Bassols Genis (Sabadell, 27 de maig de 1919 - 9 de juliol de 1959) fou un metge sabadellenc, fundador dels Amics de Núria.

## Biografia
Al cap de pocs mesos de néixer, la família es traslladà a Barcelona, on residia al carrer d'Enric Granados. Impulsat per la seva afició a l'excursionisme, va fer diverses travesses pel Pirineu, especialment per la Vall de Núria, on fundà a l'estiu de 1957 –junt amb un grup de famílies– la Lliga Espiritual de la Mare de Déu de Núria, que seria la base de l'associació nomenada Amics de Núria, de la que seria president fins que es va morir.
Metge de professió, exercia l'activitat a Badalona. El 1952 es va casar amb Maria Antònia Farrés, que compartia les seves idees nurienques. Van tenir quatre filles.
Va ser molt apreciat pels seus pacients en una època de postguerra de grans penúries econòmiques, en què eren molt conegudes les seves ajudes econòmiques als seus propis pacients.
Morí inesperadament el 9 de juliol de 1959, d'un desgraciat accident, electrocutat al seu garatge, mentre manipulava el motor del seu automòbil, en revisar-lo per traslladar-se l'endemà a Montserrat en una Comissió del Col·legi de Metges, de la qual formava part.

## Homenatges i continuació de l'obra
En record seu, davant del Santuari de Núria, a la part esquerra, hi ha una font que porta el seu nom, i a Badalona disposa d'una avinguda amb el seu nom (avinguda del Dr. Bassols) i d'una plaça (plaça del Dr. Bassols).
L'associació Amics de Núria que ell fundà continua actualment existint impulsada pels seus seguidors.